# 克萊頓 (新澤西州)
克萊頓（英語：Clayton）是位於美國新澤西州格洛斯特縣的自治市鎮。

## 人口
根據2020年美國人口普查的數據，克萊頓的面積為18.80平方千米，當中陸地面積為18.32平方千米，而水域面積為0.48平方千米。當地共有人口8807人，而人口密度為每平方千米468人。